# Übelroda
Übelroda ist ein landwirtschaftlich geprägter Ortsteil der Gemeinde Barchfeld-Immelborn im Wartburgkreis in Thüringen. Der Ortsteil liegt in Südhanglage am Kirschberg, etwa fünf Kilometer Luftlinie östlich von Bad Salzungen auf einer Höhe von 300 Metern über Meeresspiegelhöhe.

## Geografie
Die Landschaft um Übelroda wird von der Werratalaue und den Vorbergen der Rhön geprägt.
Als höchster Punkt (525,7 m ü. NN) der Gemeinde gilt die Hunnkuppe, eine sagenumwobene Anhöhe an der Frauenbreitunger Gemarkungsgrenze.
Erwähnenswert sind ferner der Beiersberg (327,8 m ü. NN) und der Kirschberg (321 m ü. NN).
An die Ortslage von Übelroda grenzt im Süden und Osten ein weiträumiges Sperrgebiet, es wurde nach 1970 angeordnet und gehört heute zum Standortübungsplatz der Werratal-Kaserne Bad Salzungen und umfasst einen Großteil der zuvor land- und forstwirtschaftlich genutzten Teil der Übelrodaer Flur.

## Geschichte

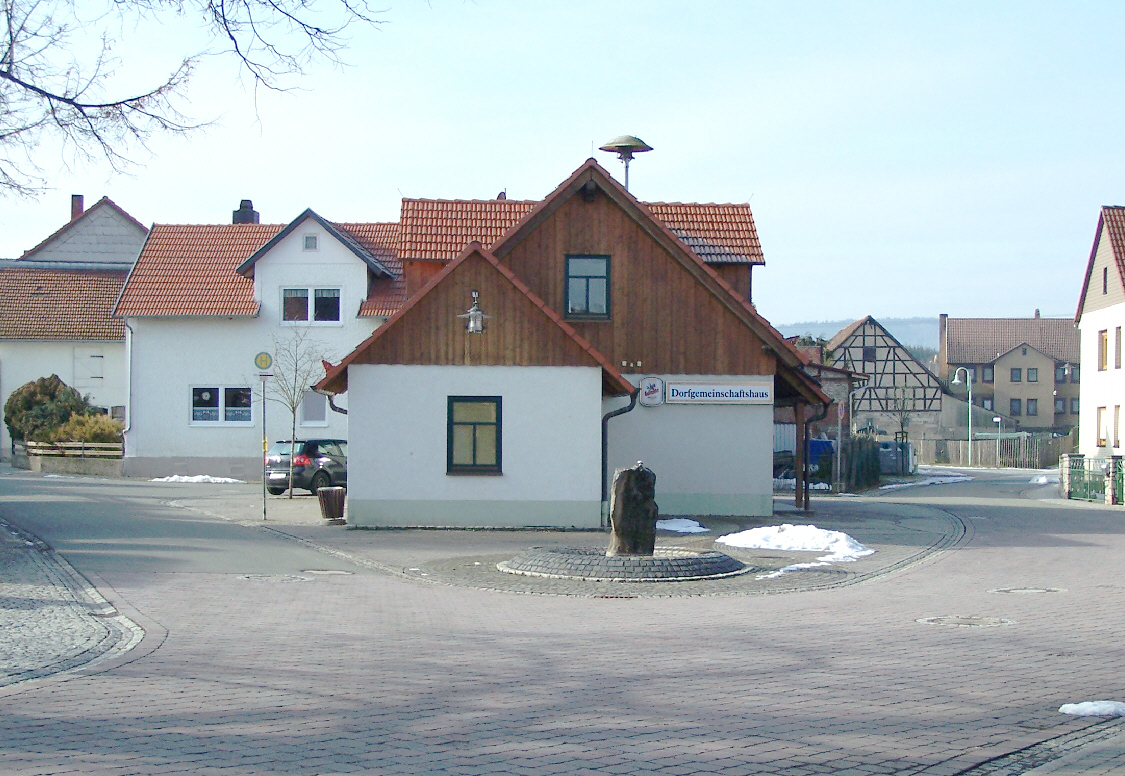
Das Dorfgemeinschaftshaus

Die 1355 in der Schreibweise Ubolderode – Rodungssiedlung eines Ubold – erwähnte Siedlung war ein zum Kloster Fulda gehörendes Lehen. Die Ersterwähnung nennt einen Ritter Heinz Schrimpf, Burgmann auf der nahen Burg Frankenberg bei Helmers, der zwei Hufen Land im Ort Ubolderode dem Grafen Johann I. von Henneberg-Schleusingen zu Lehen auftrug. Als Teil des Hennebergischen Erbes gelangte Übelroda mit dem Amt Salzungen 1583 an die Wettiner und gehörte ab 1680 zum Herzogtum Sachsen-Meiningen. Im Jahr 1740 gelangte es teilweise in den Besitz der Landgrafen von Hessen-Philippsthal-Barchfeld. Die Gerichtsherren des Ortes waren die in der benachbarten Ortschaft Wildprechtroda sitzende Familie Buttlar-Wildprechtoda. Übelroda gehörte dementsprechend zur Pfarrei Wildprechtroda.
Anfang des 19. Jahrhunderts bestand Übelroda aus 21 Häusern und hatte 103 Einwohner, davon waren 14 Bauern und 4 Tagelöhner sowie 2 Leinweber. Ab 1813 gehörte Übelroda zum Staatsgebiet des Herzogtums Sachsen-Meiningen.
In seiner Landeskunde des Herzogtums Sachsen-Meiningen erwähnt Brückner neben statistischen Angaben zum Ort auch die enge Bindung an den Nachbarort Immelborn.
Am östlichen Ortsrand befindet sich eine bereits in der DDR-Zeit errichtete Stallanlage für die Rinderhaltung. Im Rahmen der Dorferneuerung wurde im Ortsteil Übelroda ein Dorfgemeinschaftshaus errichtet, der Dorfplatz mit Bushaltestelle und der Friedhof am Ortseingang umgestaltet.